# Olinda (Hawái)
Olinda es un área no incorporada ubicada en el condado de Maui en el estado estadounidense de Hawái.

## Geografía
Olinda se encuentra ubicado en las coordenadas 20°47′55″N 156°16′29″O / 20.79861, -156.27472.